# Carl Anton Larsen

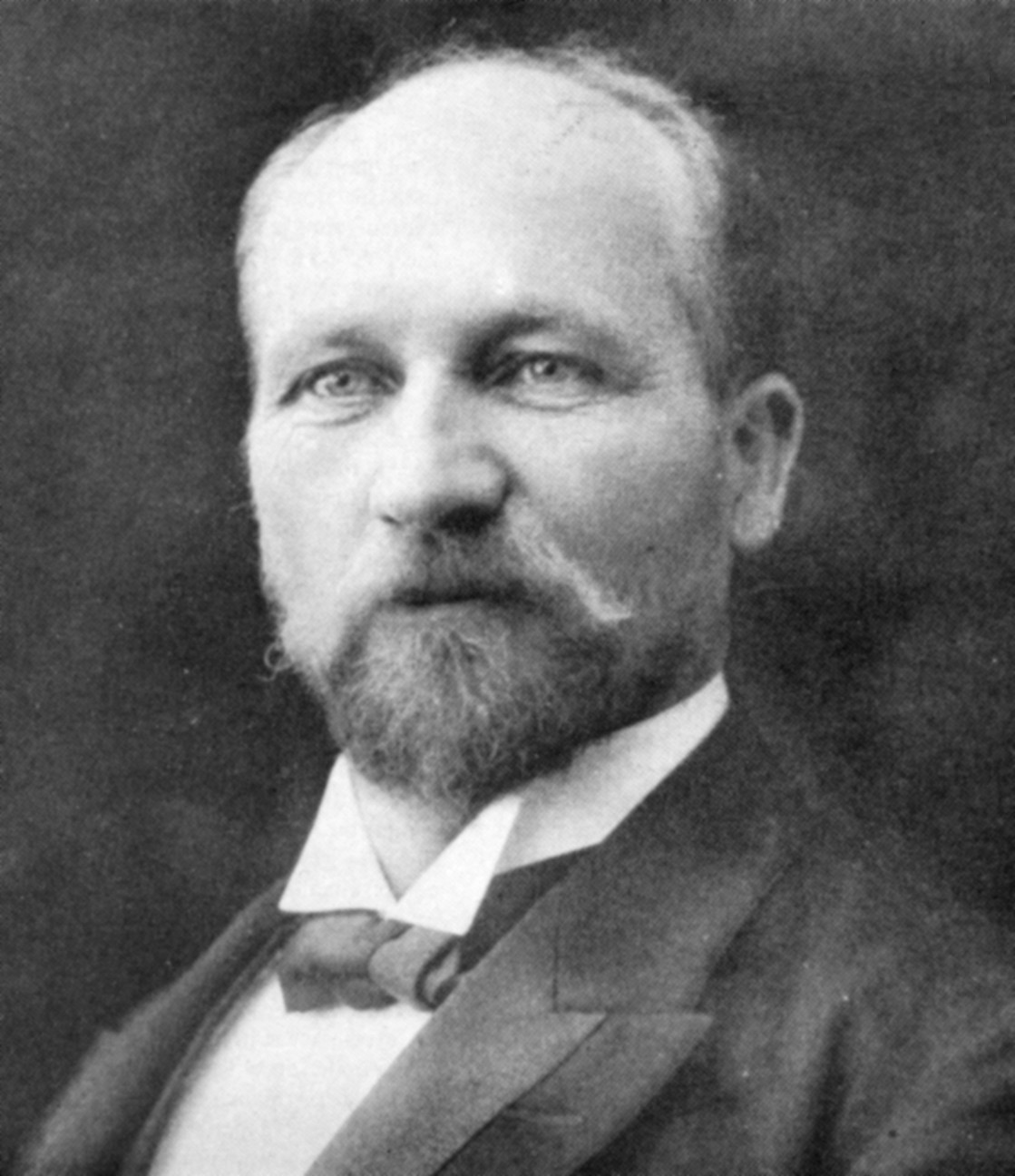
Carl Anton Larsen (1904)

Carl Anton Larsen (* 7. August 1860 in Østre Halsen, Norwegen; † 8. Dezember 1924 im Rossmeer, Antarktis) war ein norwegischer Walfänger und Antarktisforscher. 1904 gründete er den Ort Grytviken auf Südgeorgien.

## Leben

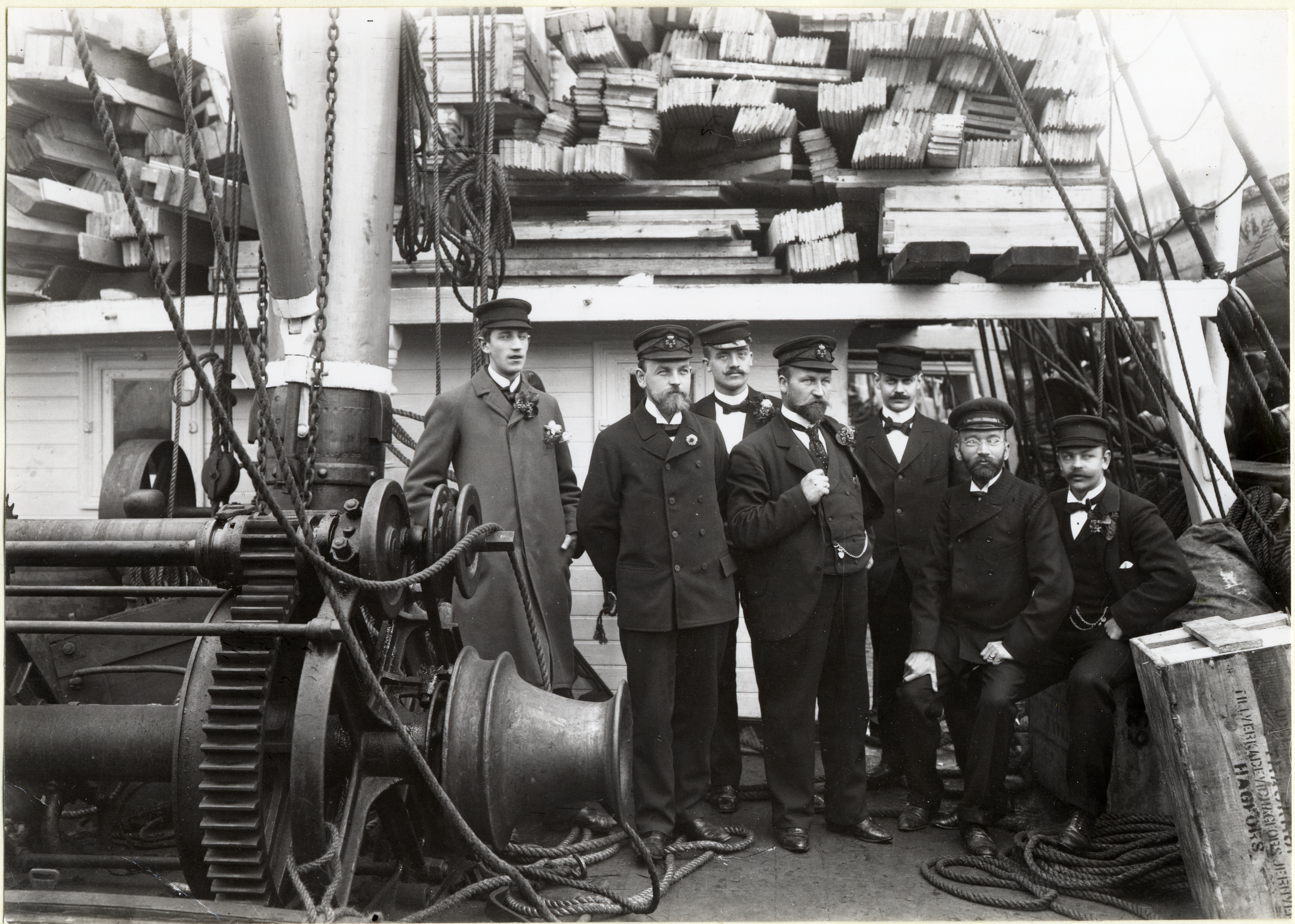
Teilnehmer an der Schwedischen Antarktisexpedition im Oktober 1901 an Bord der Antarctic (von links nach rechts): Carl Skottsberg, Otto Nordenskjöld, Karl Andersson, Carl Anton Larsen, Erik Ekelöf, Axel Ohlin, Gösta Bodman.

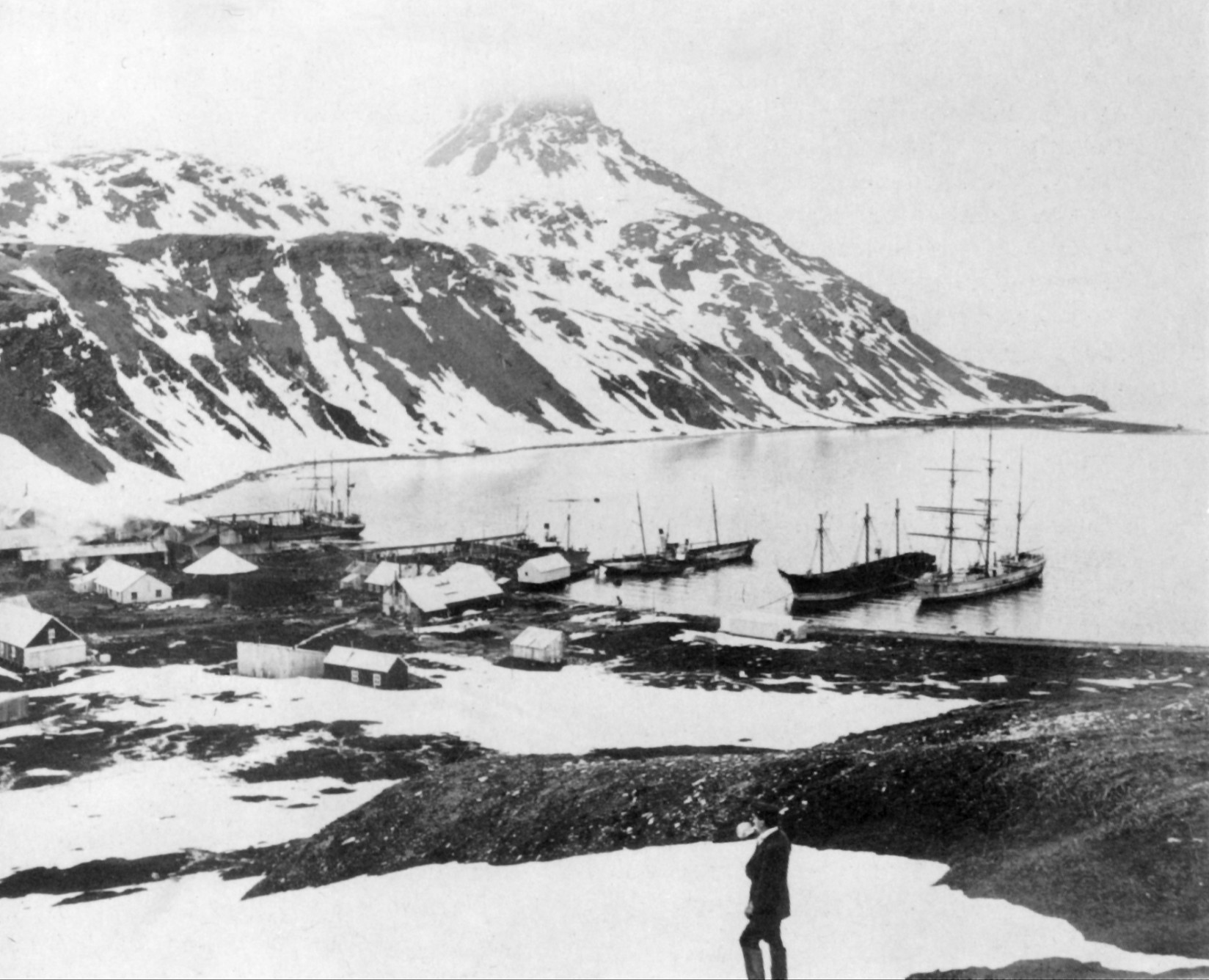
Grytviken fotografiert von Shackletons Expedition (1914)

Nach dem Besuch der Schule fuhr er mit 14 Jahren zur See und war 1895 Kapitän eines Walfängers. Als Kapitän der Jason leitete er von 1892 bis 1894 eine Expedition in die Antarktis, die von der Hamburger Firma Woltereck & Robertson finanziert wurde. Auf dieser Expedition entdeckte er unter anderem die Robertson-Insel und die Robbeninseln. Vom Rande der Antarktischen Halbinsel mitgebrachte Fossilien höherer Pflanzen bewiesen, dass in Antarktika früher ein wärmeres Klima geherrscht hatte.
Später war er der Kapitän der Antarctic, mit der die Schwedische Antarktisexpedition unter Otto Nordenskjöld 1901 bis 1903 in die Antarktis gelangte. Das Schiff wurde im Weddellmeer vom Eis zerdrückt und sank. Die Mannschaft musste auf der Paulet-Insel unter schwierigsten Bedingungen überwintern.
1904 gründete Carl Anton Larsen in Buenos Aires die erste antarktische Walfanggesellschaft Compañía Argentina de Pesca S.A. (deutsch: Argentinische Fischereigesellschaft-AG) mit argentinischem, norwegischem und britischem Kapital, die von Grytviken auf Südgeorgien operierte.
Auf sein Betreiben wurde 1913 eine norwegisch-lutherische Kapelle in Grytviken errichtet.
1923 setzte er das erste Walfang-Fabrikschiff, die Sir James Clark Ross, in der Antarktis ein. Bis zu einer Gesetzesänderung um 1931 waren zahlreiche Ausländer für die Gesellschaft tätig, unter anderen der deutsche Kapitän Otto Kraul.
Das an der Ostküste der Antarktischen Halbinsel gelegene Larsen-Schelfeis wurde nach ihm benannt, ebenso wie der Larsen-Gletscher und Mount Larsen im ostantarktischen Viktorialand, Mount Larsen auf der Morrell-Insel im Archipel der Südlichen Sandwichinseln sowie der Larsen-Kanal, das Larsen Inlet und die Larseninsel. Auch der Larsen Point, eine Landspitze an der Nordküste Südgeorgiens, trägt seinen Namen. Seine Tochter Margit Larsen (1891–1990) heiratete 1913 den deutschen Arzt und Forschungsreisenden Ludwig Kohl (1884–1969), beide trugen den Familiennamen Kohl-Larsen.